# Fond du Lac, Wisconsin
Fond du Lac este o localitate, municipalitate și sediul comitatului omonim, Fond du Lac, statul  Wisconsin,  Statele Unite ale Americii.